# Gescheckte Wegwespe
Die Gescheckte Wegwespe (Deuteragenia variegata, Syn.: Dipogon variegatus) ist ein Hautflügler aus der Familie der Wegwespen (Pompilidae). Sie kommt in Europa und Nordafrika vor.

## Merkmale
Gescheckte Wegwespen sind einheitlich schwarz gefärbte Wegwespen von 5 bis 10 Millimetern Körperlänge. Namensgebend sind die auffällig gezeichneten Vorderflügel, die an der Spitze einen weißen Fleck aufweisen, vor dem eine breite dunkelbraune Binde liegt. Vor dieser liegt wiederum eine schmale durchscheinende und davor eine weitere, sehr schmale, dunkle Binde.

## Vorkommen und Lebensraum
Die Gescheckte Wegwespe kommt in weiten Teilen Europas einschließlich Madeiras sowie in Nordafrika und im Nahen Osten vor. Sie ist nahezu in ganz Deutschland verbreitet, nördlich von Berlin wurden jedoch noch keine Exemplare gefunden. In den Alpen kann sie bis in 1700 m Seehöhe an wärmebegünstigten Stellen vorkommen.
Die Art ist besonders wärmeliebend, mehr noch als die verwandte Art Deuteragenia bifasciata. Sie besitzt einen deutlichen Verbreitungsschwerpunkt in den vom Menschen geschaffenen Kulturlandschaften wie in aufgelassenen Weinbergen oder Streuobstwiesen. Dort ist sie vorwiegend an Trockenmauern zu finden, sie besiedelt aber auch Waldränder oder Halbtrockenrasen mit Felsen und Steinen.

## Lebensweise
Die Art kommt meist in geringer Individuendichte vor. Als Beute dienen ihnen vor allem Krabbenspinnen der Gattungen Thomisus und Xysticus, sowie Eigentliche Sackspinnen (Clubiona). Diese werden in verschiedenartigen, bereits vorhandenen Hohlräumen eingelagert, so zum Beispiel in Löchern von Steinmauern oder Felsen. In Totholz wurden noch keine Nester der Gescheckten Wegwespe gefunden, obwohl sie sich dort manchmal zum Sonnen oder auf der Jagd nach Spinnen aufhält. Manchmal werden auch die verlassenen Nester der Tönnchenwegwespe und ihrer Verwandten der Gattung Auplopus in Schneckenhäusern oder unter Felsen wiederverwendet oder bestehende aufgebrochen. In einem Hohlraum können ein bis drei Brutzellen mit je einer Spinne angelegt werden, die dann mit Erde und Spinnweben verschlossen werden. Zum Zusammenfegen der Spinnweben besitzen die Weibchen gattungstypische Fegeborsten am Unterkiefer.